# Emi Nakajima
Emi Nakajima, 中島 依美 en japonés (Shiga, 27 de septiembre de 1990) es una futbolista japonesa que jugaba como centrocampista.
Nakajima jugó 46 veces y marcó 9 goles para la selección femenina de fútbol de Japón. Nakajima fue elegida para integrar la selección nacional de Japón para los Copa Asiática femenina de la AFC de 2014, 2018, Fútbol en los Juegos Asiáticos de 2014 y 2018.

## Trayectoria

### Clubes
| Club               | País  | Año    |
| ------------------ | ----- | ------ |
| INAC Kobe Leonessa | Japón | 2009 - |

### Selección nacional
| Selección | País  | Año    |
| --------- | ----- | ------ |
| Absoluta  | Japón | 2011 - |

## Estadística de equipo nacional
| Selección femenina de fútbol de Japón | Selección femenina de fútbol de Japón | Selección femenina de fútbol de Japón |
| Año                                   | Partidos                              | Goles                                 |
| ------------------------------------- | ------------------------------------- | ------------------------------------- |
| 2011                                  | 2                                     | 0                                     |
| 2012                                  | 0                                     | 0                                     |
| 2013                                  | 7                                     | 1                                     |
| 2014                                  | 12                                    | 4                                     |
| 2015                                  | 3                                     | 1                                     |
| 2016                                  | 7                                     | 1                                     |
| 2017                                  | 15                                    | 2                                     |
| Total                                 | 46                                    | 9                                     |